# Scopula costata
Scopula costata är en fjärilsart som beskrevs av Moore 1887. Scopula costata ingår i släktet Scopula och familjen mätare. Inga underarter finns listade.